# Andrzej Jochelson
Andrzej Jochelson (ur. 28 września 1911 w Semipałatyńsku, zm. 27 listopada 1997 we Wrocławiu) – prawnik, pisarz, tłumacz. Mieszkał w Rosji przez 9 lat, lecz za namową ojca przyjął obywatelstwo polskie. Brał udział w II wojnie światowej, wstępując jako ochotnik do 14. Pułku Piechoty we Włocławku. Odegrał ważną rolę w odbudowie i polonizacji powojennego Wrocławia.

## Życiorys

### Dzieciństwo w Rosji
Andrzej Jochelson był synem Aleksandra Jochelsona i Klaudii Jochelson z d. Nikitin. Aleksander Jochelson rozpoczął studia w Kijowie na wydziale matematyczno-przyrodniczym. Nie mógł ich ukończyć z powodu represji ze strony władz, którym naraził się uczestnictwem w strajku studenckim. Nie mogąc studiować w Kijowie, ukończył medycynę na uniwersytecie w Charkowie. Był lekarzem wojskowym w armii Imperium Rosyjskiego. Podjął tę pracę, żeby ratować brata, któremu groził wyrok śmierci za próbę dostarczenia bomby jednemu z członków Polskiej Partii Socjalistycznej. Aleksander Jochelson, chcąc pracować jedynie w garnizonach azjatyckich, zamieszkał wraz z żoną u stóp Ałtaju w Semipałatyńsku, gdzie przyszedł na świat jego pierwszy syn, Andrzej. 
Przez dwa kolejne lata Jochelsonowie mieszkali w Petersburgu. Andrzej wspomina, że był dzieckiem niesprawnym fizycznie: jąkał się, garbił, był mańkutem i stawiał stopy do środka. Wszystkie te niepożądane cechy zostały skutecznie zwalczone przez jego ojca. Andrzej Jochelson miał dwoje rodzeństwa: siostrę Marię i brata Cyryla. Wszystkie dzieci zostały ochrzczone w Cerkwi prawosławnej. 
Po wybuchu I wojny światowej Aleksander Jochelson otrzymał wezwanie do wojska na stanowisko lekarza pułkowego. Matka wraz z dziećmi przeprowadziła się do Akomolińska, gdzie mieszkali jej rodzice. 
Wojna zrobiła ogromne wrażenie na trzyletnim wówczas Andrzeju. Jak wspomina, na widok rannych żołnierzy dostawał spazmów. Mimo to czas spędzony u dziadków wspomina bardzo dobrze. Tu nauczył się czytać po rosyjsku i poznał najwybitniejszych rosyjskich pisarzy oraz historię Rosji, którą uważał za swoją ojczyznę. 
Po kilku latach rodzina przeprowadziła się do Nowomikołajewska - tam zastała ich rewolucja. W związku z tym zostali zmuszeni do kolejnej przeprowadzki, tym razem do Omska, gdzie wcześniej w obawie przed aresztowaniem schronił się Aleksander Jochelson. Rodzina Jochelsona przeżyła jeszcze wiele takich przeprowadzek w ciągu swojego dziewięcioletniego pobytu w Rosji. Mieszkali m.in. na Dalekim Wschodzie w Nikolsku-Ussuryjsku (obecnie Ussuryjsk), gdzie ich sąsiadami byli Polacy. To właśnie tutaj Aleksander Jochelson, który już wcześniej skłonił dzieci do przyjęcia polskiego obywatelstwa, zaproponował im, by przeszły na katolicyzm i przyjęły sakrament Komunii Świętej. Ośmioletni wówczas Andrzej wspomina, że nie był przekonany do zmiany wyznania i wielokrotnie zastanawiał się, czy decyzja tak młodego chłopca była zobowiązująca. 
15 września 1920 rodzina na zawsze opuściła Rosję, przeprowadzając się do Polski.

### Młodość w międzywojennej Polsce
Od września 1921 do czerwca 1922 uczęszczał do pierwszej klasy Gimnazjum św. Stanisława Kostki w Warszawie, po czym przeniósł się do Państwowego Gimnazjum Klasycznego w Grudziądzu i tam w 1929 zdał maturę. Od października do czerwca 1932 studiował na Wydziale Prawa i Administracji Uniwersytetu Jagiellońskiego. Studia, kontynuowane na Uniwersytecie Warszawskim, ukończył w 1933. Po ukończeniu studiów od listopada do września 1939 aplikował w grudziądzkiej kancelarii adwokackiej dra Juliusza Spitzera i dra Ottona Pehra.

### Okres II wojny światowej
Andrzej Jochelson, będąc członkiem Obywatelskiego Komitetu Obrony Przeciwlotniczej, jako pierwszy w Grudziądzu dowiedział się o wybuchu II wojny światowej. Bardzo dokładnie zapamiętał swój nocny dyżur w dniu 1 września:

O północy, na początku mego dyżuru kapitan pouczył mnie, do czego służą trzy telefony stojące obok fotela, na którym miałem czuwać. [...] O czwartej rano za oknem pojawiły się mgły. Byłem już przekonany, że nic się nie zdarzy i za dwie godziny położę się spać we własnym mieszkaniu, gdy nagle, o godzinie 4.45 zadźwięczał pierwszy telefon. Usłyszałem meldunek: – „Trze samoloty nieprzyjacielskie przeleciały nad granicą”. Natychmiast podniosłem drugą słuchawkę i rzuciłem hasło „Grzegorz”, ponieważ jednak zaspany kapitan uparcie pytał, o co chodzi, przedstawiłem mu dokładnie, słowo w słowo, treść meldunku. [...] Zaraz potem rozległ się ryk kilkudziesięciu syren z grudziąckich zakładów przemysłowych i budynków państwowych, w chwilę zaś później odgłosy bomb zrzucanych przez samoloty. Tak zaczęła się wojna w Grudziądzu.

Mimo że był chory na nieszczelność zastawki serca, zrezygnował ze służby w Obywatelskim Komitecie Obrony Przeciwlotniczej i zgłosił się do wojska. Otrzymał przydział do 14. Pułku Piechoty we Włocławku. Pułk otrzymał rozkaz marszu do Warszawy. W czasie marszu Andrzej Jochelson został trafiony odłamkiem bomby w stopę. Niewłaściwe opatrzenie rany wywołało chorobę zwaną flegmoną. Jochelsonowi groziła amputacja nogi, ale dzięki dobrej opiece medycznej sytuację udało się opanować. Po krótkim pobycie w warszawskim szpitalu przeniesiono go do Domu Ozdrowieńców, który jednak musiał szybko opuścić, ponieważ bomba zniszczyła kuchnię Domu. Znalazł schronienie u Marii Rylke. 
28 września skończył 28 lat. Tego dnia generał dywizji Tadeusz Kutrzeba podpisał w imieniu Wojska Polskiego akt kapitulacji. W związku z tym Jochelson postanowił opuścić Warszawę i w cywilnym stroju udać się do Wołomina, gdzie przed wybuchem wojny schroniły się jego matka i siostra.

### Lata okupacji
Po zakończeniu kampanii wrześniowej ojciec i brat Andrzeja Jochelsona trafili do Armii Krajowej. On sam nie brał udziału w działalności konspiracyjnej, by móc opiekować się rodziną. 
30 listopada 1939 wziął ślub z poznaną przed wybuchem wojny Henryką Kowalewską. Po ślubie, 3 lutego 1940, przeniósł się z żoną i teściową do Krakowa, gdzie spędzili pięć lat. 
4 października przyszedł na świat ich syn, Maria Albert Jerzy Franciszek Stanisław. Andrzej Jochelson miał trudności ze znalezieniem pracy. Wkrótce jednak, dzięki zapewnieniu przyjaciół, że jest aryjczykiem, zatrudniono go w Heers Unterkunft Verwaltung (Administracja Budynków Wojskowych). Następnie podjął pracę w Generalnej Dyrekcji Monopoli. Jednocześnie studiował historię sztuki u prof. T. Dobrowolskiego. W grudniu 1942 narodziło się drugie dziecko Jochelsonów, Maria. Ich sytuacja finansowa była coraz lepsza, dzięki czemu od listopada 1944 mogli zaopiekować się szpitalem utworzonym na Czerwonym Prądniku. Rodzinna sielanka zakończyła się wraz z wybuchem powstania warszawskiego: 6 sierpnia 1944 Andrzej Jochelson został aresztowany i wywieziony do obozu koncentracyjnego w Płaszowie. Komendantem obozu był osobisty wróg Jochelsona, Kurt Luckau, który dopisał przy jego nazwisku, że jest Żydem. Jednakże dzięki staraniom żony udało mu się udowodnić swoje prawdziwe pochodzenie i opuścić obóz. Zbliżał się koniec wojny. Ojciec Andrzeja zachorował na gruźlicę. Rodzina potrzebowała pieniędzy na leczenie. Andrzej nie miał stałych zarobków, a zgromadzony majątek się wyczerpywał. Był sponsorem Teatru Lalki i Aktora „Groteska”, gdzie miał bezpłatną posadę dyrektora administracyjnego. Pełnił też nieodpłatnie funkcję sekretarza Związku Zawodowego Artystów Plastyków. Żeby poprawić sytuację finansową rodziny, postanowił wyjechać do Wrocławia.

### Życie i działalność w powojennym Wrocławiu
Andrzej Jochelson przyjechał do Wrocławia 1 czerwca 1945. Został przydzielony do działu budżetowo-finansowego, z czego był bardzo niezadowolony. Wkrótce udało mu się jednak wywalczyć przeniesienie do Wydziału Prawnego. Zajmował się m.in. zwalczaniem szabrownictwa. Wkrótce awansował na naczelnika IV obwodu miasta, obejmującego Karłowice z przyległościami. Przeprowadzka do Wrocławia negatywnie wpłynęła na stosunki z żoną, dlatego starał się jak najszybciej znaleźć mieszkanie, do którego mógłby sprowadzić rodzinę. W grudniu został naczelnikiem Wydziału Kultury, Sztuki i Szkolnictwa. Należał też do Komisji do Zmiany Nazw Ulic. Był współzałożycielem Dolnośląskiego Towarzystwa Miłośników Muzyki, które utworzyło szkołę muzyczną. Należał do zarządu Koła Miłośników Literatury i Języka Polskiego. Będąc historykiem z zamiłowania, wszedł do grona członków założycieli Koła Miłośników Historii. Był jednym z najlepszych znawców zabytków wrocławskich i współzałożycielem Komisji Opieki nad Zabytkami. Podjął również pracę na Uniwersytecie Wrocławskim jako starszy asystent w Katedrze Historii Prawa Zachodnioeuropejskiego. Zajmował się tam między innymi porządkowaniem biblioteki. W 1946 roku napisał dramat historyczny Biskup Nankier, który został wystawiony z powodzeniem w Teatrze Miejskim 9 czerwca 1946. Jest również autorem broszurki Ostrów Tumski, poświęconej znajdującym się tam kościołom, oraz pierwszego powojennego Przewodnika po Wrocławiu. Od października 1946 prowadził seminarium na Wydziale Prawa Uniwersytetu Wrocławskiego. W listopadzie otworzył własną kancelarię adwokacką. W 1948 roku przyszedł na świat jego drugi syn, Aleksander.
W październiku 1950 został bezpodstawnie aresztowany i poddany tzw. ciężkiemu śledztwu. Wyszedł na wolność w czerwcu 1951 z umorzeniem sprawy. Od 1957 był członkiem Zespołu Adwokackiego nr 5. W 1960 zorganizował wraz z Kazimierzem Kuligowskim i innymi pionierami Sekcję Pionierów Wrocławia. 15 lat przewodniczył Społeczno-Lekarskiej Komisji ds. Alkoholików.
Był autorem wielu publikacji i przekładów z łaciny średniowiecznej i języka francuskiego. Wśród jego znajomych znajdowały się tak wybitne osobistości jak Tadeusz Mikulski i Konstanty Ildefons Gałczyński.

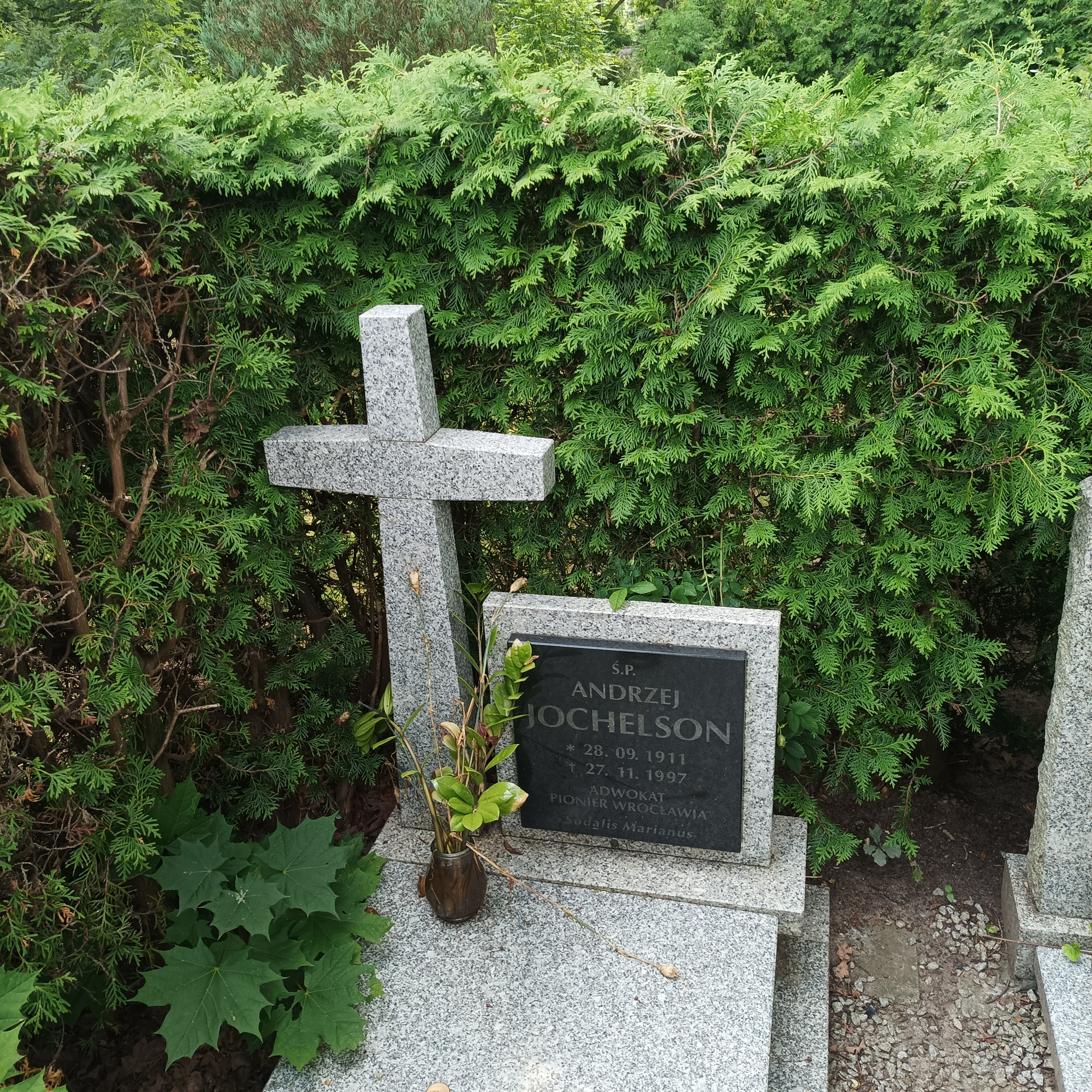
Grób Andrzeja Jochelsona na Cmentarzu Osobowickim we Wrocławiu

Został pochowany na Cmentarzu Osobowickim we Wrocławiu.

### Odznaczenia
- Krzyże Oficerski i Kawalerski Orderu Odrodzenia Polski
- medale „Za Warszawę” i Medal Rodła
- papieskie odznaczenie „Pro Ecclesia et Pontifice”
- Zasłużony dla Województwa i m. Wrocławia
- medal XXX-lecia Wymiaru Sprawiedliwości